# Kugelschnecken
Die Kugelschnecken (Akera) sind eine Gattung und Familie meist mittelgroßer, in allen Weltmeeren vorkommender mariner gehäusetragender Schnecken in der Ordnung der Breitfußschnecken (Anaspidea). Akera ist die einzige Gattung der Familie Akeridae. Sie umfasst fünf anerkannte Arten.

## Merkmale
Die Kugelschnecken tragen auf ihrem Rücken ein dünnwandiges, ovales Schneckenhaus mit mehreren Umgängen, das den Körper der Schnecke nicht ganz aufnehmen kann. Der Kopfschild ist mit unauffälligen, runden, flügelartigen Erweiterungen versehen. Die Schnecken besitzen an beiden Seiten ihres Fußes große Parapodien, die sich über der Schale begegnen und mit Hilfe derer die Schnecken schwimmen können. Die Mantelhöhle enthält eine Kieme. Die Schnecken haben einen Kaumagen mit zahlreichen Platten. Die Radula ist mehrreihig mit Zentralzahn und beiderseits mehreren Seitenzähnen.
Die Schnecken sind Zwitter, die sich zu mehreren in Reihen paaren. Es werden bandartige Gelege mit zahlreichen Eiern abgelegt, aus denen Veliger-Larven schlüpfen, die nach einer pelagischen Phase zu Jungschnecken metamorphosieren.
Die Kugelschnecken ernähren sich vorwiegend von Grünalgen, aber auch Rotalgen. Sie sind aber zumindest teilweise auch in der Lage, Seegras (Zostera) zu fressen.

## Verbreitung
Kugelschnecken leben vor allem auf sandigen Gründen und in Seegraswiesen. Man findet sie in Meeren weltweit.

## Systematik
Nach Bouchet und Rocroi (2005) bildet die Familie Akeridae neben den Aplysiidae eine von zwei Familien in der Unterordnung Aplysiomorpha. Zu der Familie Akeridae gehören fünf Arten:
- Akera bayeri Ev. Marcus & Er. Marcus, 1967 (Synonym: Akera thompsoni Olsson & McGinty, 1951, nomen nudum)
- Akera bullata O. F. Müller, 1776 (Typusart)
- Akera julieae Valdés & Barwick, 2005
- Akera silbo Ortea & Moro, 2009
- Akera soluta (Gmelin, 1791)